# USS Barry (DD-248)
Za druga plovila z istim imenom glejte USS Barry.
USS Barry (DD-248) je bil rušilec razreda Clemson v sestavi Vojne mornarice Združenih držav Amerike.
Rušilec je bil poimenovan po Johnu Barryju.

## Zgodovina
- http://www.navsource.org/archives/05/248.htm